# Eisriesenwelt
Eisriesenwelt najveći je sustav ledenih špilja u Europi, a njegov sustav prolaza i dvorana, koje podsjećaju na unutrašnjost katedrale, provlači se 40 km unutar masiva Tennena, južno od austrijskog grada Salzburga. Široki ulaz u špilje vodi do ledenoga zida visokog 30 metara, a na njegovu vrhu je labirint špilja i prolaza. U njemu snježna žuta boja svjetlosti koju bacaju svjetiljke i sjaj vodičeva reflektora otkrivaju zastore i stupove od leda koji izgedaju kao kipovi. Ledeni oblici dobili su imena kao što su ˝ledene orgulje˝ i ˝ledena kapelica˝, a duboko u planini zastori od leda sakrivaju ˝ledena vrata˝. ˝Ledeni divovi˝ nastali su kao rezultat prodiranja vode kroz vapnenačke špilje koje su se oblikovale prije više od 2 milijuna godina. Na toj visini — a Eisriesenwelt se nalazi na nadmorskoj visini većoj od 1500 m — zimi se temperatura u špiljama spušta veoma nisko. U proljeće voda od otopljenoga snijega i leda te kiše curi u špilje i smrzava se u tom trenutku, pa ne može oblikovati stalaktite i stalagmite koji se mogu pronaći u vapnenačkim špiljama.

## Otkrivanje
Špilje je prvi put istražio 1879. godine Anton von Posselt-Czorich. Ušavši u planinu otprilike otprilike 200 metara, naišao je na ledeni zid i dalje više nije išao. Prošlo je više od 30 godina prije nego što je netko ponovno ušao u špilje, a ovaj put je to bio Alexander von Mörk, poznati speleolog, koji je vidio ekspedicije 1912. i 1913. godine. On i članovi njegove ekspedicije usjekli su stube u ledeni zid, a iznad njega otkrili su prostor koji je von Mörk nazvao Eisreisenwelt. Nakon Prvog svjetskog rata istraživanja su nastavljena, iako ovaj put bez von Mörka, koji je poginuo u borbi. Prostrana dvorana dobila je ime Katedrala Alexandera von Mörka u spomen na njegovo zalaganje da svijet sazna za špilje, a u njoj je pohranjena i urna s njegovim pepelom.